# Джузепе Арчимболдо
Джузепе Арчимболдо (на италиански: Giuseppe Arcimboldo, Giuseppe Arcimboldi) е италиански ренесансов художник.

## Биография
Арчимболдо е роден в патрицианско семейство с подчертан афинитет към изкуството. Дядо му е архитект, баща му – художник. Първите си стъпки в изобразителното изкуство младият Джузепе прави именно в ателието на баща си. Достоверно се знае, че е работил, вероятно като чирак, в работилниците на Миланската катедрала, където е помагал при създаването на витражите. Като цяло ранната биография на Арчимболдо е забулена в тайна. Анализирайки влиянието на Леонардо да Винчи, мнозина изкуствоведи предполагат, че вероятно негов учител е бил някой от учениците на Леонардо.
От 1562 г. работи във Виена и Прага, най-напред като придворен портретист на Фердинанд I в двора на Хабсбургите, а по-късно на Максимилиан II и неговия наследник Рудолф II, който високо цени работата на художника. През 1591 г. Арчимболдо получава титлата "граф".
Последните няколко години от живота си прекарва в родния си Милано.

## Творчество
Човек с дълбока и разностранна ерудиция подобно на много майстори от тази епоха, Арчимболдо владее, упражнява и съвместява много различни художествени и инженерни професии. Това идеално съответства на вкусовете на тогавашния кралски двор (особено при Рудолф II), където проявяват силен интерес към изкуството, натурфилософията, алхимията и астрологията. В императорския двор Арчимболдо работи като портретист, театрален декоратор и организатор на дворцовите тържества и забави. Според някои изследователи при тези случаи Арчимболдо влага съществен принос в теорията и практиката на „светомузиката“. Приписва му се изобретяването на т. нар. „перспективна лютня“ и „цветен клавесин“ – прибори за оптимално съгласуване между музиката и визуалните ефекти. Конструира различни механизми и хидравлични апарати.
Въпреки безспорните си постижения в различни области Арчимболдо е известен най-вече като живописец. Най-прочути са неговите „фантастични портрети“, върху които започва да работи след 1560 г. Те не са буквални портрети, а са съставени от старателно подбрани и вписани в изображението предмети от бита, растения, плодове, цветя, материали. Често те са алегории на първичните стихии или годишните сезони. Приживе най-голяма слава получава портретът на Рудолф II, т. нар. „Плодотворен Рудолф“, изобразен като древноримския бог на промените Вертумн. Смята се, че по времето на Рудолф Арчимболдо рисува голям брой живописни творби, но от съхраненото до днес много малко е с безспорно авторство, тъй като Арчимболдо, твърде популярен сред съвременниците си, има множество имитатори. Сред по-известните творби са тези от цикъла „Годишни времена“, „Стихиите“ и др.
- Серия Четирите стихии и серия Четирите годишни времена

- „Огън“, серия „Стихии“
- „Вода“, серия „Стихии“
- „Въздух“, серия „Стихии“
- „Земя“, серия „Стихии“
- „Пролет“, серия „Четирите годишни времена“
- „Лято“, серия „Четирите годишни времена“
- „Есен“, серия „Четирите годишни времена“
- „Зима“, серия „Четирите годишни времена“

Много от картините на Арчимболдо, намиращи се в колекцията на Рудолф II, са плячкосани през 1648 година по време на Тридесетгодишната война от шведските войски по специална поръчка на Кристина Шведска.

### Портрети на принцеси – дъщерите на император Фердинанд
- Анна Хабсбург-Австрийска
кралица на Испания
- Йохана Австрийска
Музей на историята на изкуството
- Магдалена Австрийска
Музей на историята на изкуството
- дъщеря на Фердинанд 
Музей на историята на изкуството
- Елеонора Австрийска (1534 – 1594) ?
Музей на историята на изкуството

## В наши дни
Днес оригиналните картини на майстора се намират в Консисторията във Виена, в Парижкия „Лувър“, в галерията „Уфици“ във Флоренция. Някои изкуствоведи, причисляват творчеството на Арчимболдо към т. нар. „маниеризъм“. Основно обаче е влиянието му върху сюрреалистите от началото на 20 век и особено върху Салвадор Дали. Именно с появата и излизането на мода на сюрреализма се възражда интересът към творчеството на Арчимболдо, който е смятан за един от предшествениците на това художествено течение.